# Cerrone

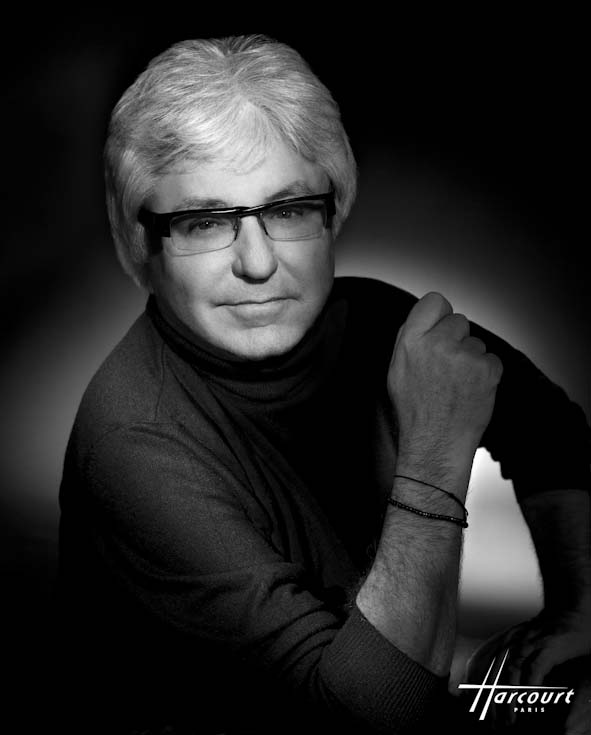
Cerrone (2009)

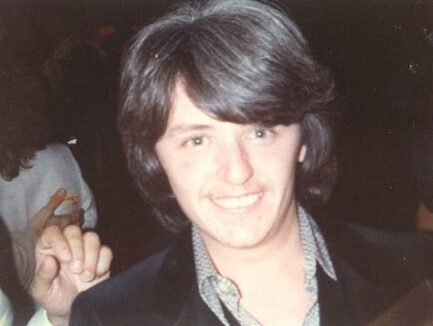
Cerrone (1977)

Cerrone (* 24. Mai 1952 in Vitry-sur-Seine, Frankreich, als Jean-Marc Cerrone) ist ein französischer Musiker, Komponist und Produzent von Disco-Musik und Gründer des Independent-Labels Malligator Records.

## Biografie
Mit seinen ersten vier Alben, Love in C Minor (1976), Cerrone’s Paradise (1977), Cerrone 3: Supernature (1977) und The Golden Touch (1978), prägte Cerrone den europäischen Discosound der 1970er Jahre, schaffte damit aber unter anderem auch den Sprung in die Hitparaden der USA. Auch mit einem zweiten Disco-Projekt namens Kongas schaffte er es 1978 parallel in die Charts. Das Titelstück seines Debüts Love in C Minor platzierte sich dort in den Top-40 der Pop- und auf Platz 2 der Disco-Charts. Zu seinen weiteren Klassikern, die sich hoch in den Disco-Hitlisten platzieren konnten, zählen Cerrone’s Paradise, Supernature, Give Me Love (1977) und Je suis music (1978).
Cerrone setzte seine Karriere auch nach dem Ende der Disco-Ära mit regelmäßigen Veröffentlichungen fort. Dabei vertraute er sowohl auf neue Kompositionen als auch Remixe seiner alten Erfolge. So erreichte Supernature in einem entsprechenden Mix 1996 noch einmal die amerikanischen Dance-Charts. Große Beachtung fand außerdem seine Zusammenarbeit mit Bob Sinclar: Cerrone by Bob Sinclar (2001). Cerrone ist nach wie vor als Album- und Live-Künstler aktiv.
Cerrones Sohn Greg ist ebenfalls Musiker.

## Diskografie

### Alben
| Jahr | Titel                        | Höchstplatzierung, Gesamtwochen, AuszeichnungChartplatzierungen (Jahr, Titel, Platzierungen, Wochen, Auszeichnungen, Anmerkungen) | Höchstplatzierung, Gesamtwochen, AuszeichnungChartplatzierungen (Jahr, Titel, Platzierungen, Wochen, Auszeichnungen, Anmerkungen) | Höchstplatzierung, Gesamtwochen, AuszeichnungChartplatzierungen (Jahr, Titel, Platzierungen, Wochen, Auszeichnungen, Anmerkungen) | Höchstplatzierung, Gesamtwochen, AuszeichnungChartplatzierungen (Jahr, Titel, Platzierungen, Wochen, Auszeichnungen, Anmerkungen) | Anmerkungen                        |
| Jahr | Titel                        | AT | UK | US | R&B | Anmerkungen                        |
| ---- | ---------------------------- | --- | --- | --- | --- | ---------------------------------- |
| 1977 | Love in C Minor              | — | — | US153 (10 Wo.)US | R&B55 (6 Wo.)R&B | Erstveröffentlichung: Februar 1977 |
| 1977 | Cerrone’s Paradise           | — | — | US162 (5 Wo.)US | R&B52 (3 Wo.)R&B | Erstveröffentlichung: Juli 1977    |
| 1978 | Cerrone 3: Supernature       | AT13 (4 Wo.)AT | UK60 (1 Wo.)UK | US129 (8 Wo.)US | R&B56 (3 Wo.)R&B | Erstveröffentlichung: Januar 1978  |
| 1978 | Africanism (als Kongas)      | — | — | US120 (8 Wo.)US | — | Erstveröffentlichung: Februar 1978 |
| 1978 | Cerrone IV: The Golden Touch | — | — | US118 (13 Wo.)US | R&B49 (9 Wo.)R&B | Erstveröffentlichung: Oktober 1978 |

Weitere Veröffentlichungen
- 1979: Cerrone V: Angelina
- 1980: Cerrone VI
- 1980: Cerrone VII: You Are the One
- 1982: Cerrone VIII: Back Track
- 1982: Cerrone IX: Your Love Survived
- 1984: Where Are You Now
- 1988: The Collector: A Marc Cerrone Opera
- 1989: Way In
- 1990: Dancing Machine (Soundtrack)
- 1992: Dream
- 1993: X-xex
- 1995: Human Nature
- 2002: Hysteria
- 2006: Orange Mecanique
- 2008: Celebrate!
- 2010: Cerrone Symphony: Variations of Supernature
- 2015: Give Me Remixes
- 2016: Red Lips
- 2020: DNA

### Kompilationen
- 1981: The Best of Cerrone
- 1983: Cerrone Or
- 1986: Cerrone’s Collection
- 1989: Top Dance
- 1990: Supernature
- 1990: Je suis music
- 1991: 1976–1991
- 1992: The Gold Volume 1
- 1995: Best
- 1995: Les années disco
- 1996: Best of Remixes
- 2001: Cerrone by Bob Sinclar (DJ-Mix: Bob Sinclar)
- 2001: Cerrone by Bob Sinclar (Vol. 2) (DJ-Mix: Bob Sinclar)
- 2003: Collector Box (Box mit 6 LPs)
- 2004: Cerrone Culture: The Complete Video Anthology (CD + 2 DVDs)
- 2007: Paradise Collection (2 CDs)
- 2008: Love Ritual: Glamorous Lounge Selection
- 2009: Cerrone by Jamie Lewis (Mix: Jamie Lewis)
- 2011: Club Mixes
- 2012: Addict (2 CDs)
- 2014: The Best of Cerrone Productions (2 CDs)
- 2014: Brigade Mondaine (Soundtrack des Films Die Sekte; Box mit 3 LPs + 3 CDs)
- 2014: I II III (The 2014 Official Boxset Limited Numbered Edition) (Box mit 3 LPs + 3 CDs; VÖ: 15. November)

### Singles
| Jahr | Titel Album                                                      | Höchstplatzierung, Gesamtwochen, AuszeichnungChartplatzierungen (Jahr, Titel, Album, Platzierungen, Wochen, Auszeichnungen, Anmerkungen) | Höchstplatzierung, Gesamtwochen, AuszeichnungChartplatzierungen (Jahr, Titel, Album, Platzierungen, Wochen, Auszeichnungen, Anmerkungen) | Höchstplatzierung, Gesamtwochen, AuszeichnungChartplatzierungen (Jahr, Titel, Album, Platzierungen, Wochen, Auszeichnungen, Anmerkungen) | Höchstplatzierung, Gesamtwochen, AuszeichnungChartplatzierungen (Jahr, Titel, Album, Platzierungen, Wochen, Auszeichnungen, Anmerkungen) | Anmerkungen                                                                  |
| Jahr | Titel Album                                                      | UK | US | R&B | Dance | Anmerkungen                                                                  |
| ---- | ---------------------------------------------------------------- | --- | --- | --- | --- | ---------------------------------------------------------------------------- |
| 1977 | Love in C Minor                                                  | UK31 (4 Wo.)UK | US36 (8 Wo.)US | R&B29 (12 Wo.)R&B | Dance2 (16 Wo.)Dance | Erstveröffentlichung: Januar 1977 Instrumental                               |
| 1977 | Cerrone’s Paradise                                               | — | — | — | Dance6 (16 Wo.)Dance | Erstveröffentlichung: Mai 1977                                               |
| 1977 | Supernature Cerrone 3: Supernature                               | UK8 Silber · (12 Wo.)UK | US70 (5 Wo.)US | R&B72 (6 Wo.)R&B | Dance1 (20 Wo.)Dance | Erstveröffentlichung: November 1977                                          |
| 1978 | Africanism / Gimme Some Lovin’ Africanism (als Kongas)           | — | US84 (7 Wo.)US | — | — | Erstveröffentlichung: April 1978                                             |
| 1978 | Je suis music Cerrone IV: The Golden Touch                       | UK39 (4 Wo.)UK | — | R&B63 (8 Wo.)R&B | Dance7 (14 Wo.)Dance | Erstveröffentlichung: Oktober 1978                                           |
| 1979 | Rock Me Cerrone V: Angelina                                      | — | — | — | Dance56 (16 Wo.)Dance | Erstveröffentlichung: Juli 1979                                              |
| 1981 | You Are the One / Hooked On You Cerrone VII: You Are The One     | — | — | — | Dance56 (15 Wo.)Dance | Erstveröffentlichung: April 1981                                             |
| 1982 | Back Track Cerrone VIII: Back Track                              | — | — | R&B85 (4 Wo.)R&B | Dance32 (10 Wo.)Dance | Erstveröffentlichung: Mai 1982                                               |
| 1984 | Club Underworld Where Are You Now                                | — | — | — | Dance34 (8 Wo.)Dance | Erstveröffentlichung: Juli 1984                                              |
| 1986 | Oops Oh No! Cerrone’s Collection                                 | — | — | R&B89 (2 Wo.)R&B | — | Erstveröffentlichung: November 1986 mit La Toya Jackson                      |
| 1995 | Mercy Human Nature                                               | UK83 (1 Wo.)UK | — | — | Dance48 (2 Wo.)Dance | Erstveröffentlichung: September 1995                                         |
| 1996 | Love in C Minor (Remix) Best of Remixes                          | — | — | — | Dance24 (9 Wo.)Dance | Erstveröffentlichung: Januar 1996 Instrumental; Remix: David Morales         |
| 1996 | Supernature (Remix) Best of Remixes                              | UK66 (1 Wo.)UK | — | — | Dance12 (11 Wo.)Dance | Erstveröffentlichung: Juli 1996 Remix: Danny Tenaglia                        |
| 2001 | Give Me Love Cerrone IX: Your Love Survived                      | UK87 (1 Wo.)UK | — | — | — | Erstveröffentlichung: September 2001                                         |
| 2006 | Supernature (J. Garraud & D. Tenaglia Mixes) Paradise Collection | — | — | — | Dance5 (15 Wo.)Dance | Erstveröffentlichung: September 2006 Remixe: Joachim Garraud, Danny Tenaglia |
| 2012 | Good Times I’m in Love                                           | — | — | — | Dance46 (2 Wo.)Dance | Erstveröffentlichung: Oktober 2012 feat. Adjäna                              |

Weitere Veröffentlichungen
- 1978: Give Me Love (VÖ: Juni)
- 1979: Look for Love (VÖ: Februar)
- 1982: Strollin’ on Sunday (VÖ: Oktober)